# Ośrodek Sportowy Słowian w Katowicach
Ośrodek Sportowy Słowian (Katowice) – zlokalizowany jest we wschodniej części Katowic w dzielnicy Zawodzie przy ulicy 1 Maja 99. Jest obiektem całorocznym przeznaczonym do celów rekreacyjno-sportowych. 

## Historia
Towarzystwo to zostało założone w 1924 roku przez pracowników huty „Ferrum”: Hermana Dudę, Pawła Sadłę, Jana Brzezinę i Wiktora Schuberta. Posiadało jedynie sekcję piłkarską, która w 1925 roku została przyjęta Górnośląskiego Ogręgowego Związku Piłki Nożnej i w roku 1926 rozpoczęła rozgrywki o mistrzostwo klasy „C”. Przechodząc przez kolejne szczeble awansu, w 1931 roku, jako pierwsza drużyna, awansowała do Ligi Śląskiej. Po spadku z niej w roku 1935 i powtórnym awansie rok później, udało się jej wywalczyć czwarte miejsce w rozgrywkach w roku 1937. W 1939 roku klub połączył się z KS Pogoń Katowice. Do starej nazwy sportowcy z Zawodzia powrócili w 1957 roku i pod tym szyldem funkcjonowali przy hucie „Ferrum”.

## Skład ośrodka
W skład ośrodka wchodzą:
- boisko do piłki nożnej mające nawierzchnię z trawy syntetycznej z zasypem z granulatu gumowego oraz piasku kwarcowego. Wymiary boiska: 44x28,50m. Bramki: 5,0x2,0m,
- 2 korty tenisowe o sztucznej nawierzchni z trawy syntetycznej z zasypem z piasku kwarcowego,
- boisko do koszykówki o nawierzchni poliuretanowej (tartan),
- boisko wielofunkcyjne o nawierzchni poliuretanowej (tartan) na podkładzie gumowym, do piłki ręcznej lub siatkowej. Pole gry 38x18m. Bramki: 3,0x2,0x1,0m,
- tor deskorolkowy o nawierzchni asfaltowej (skatepark), elementy toru są betonowe,
- budynek zaplecza socjalno administracyjnego z podjazdem dla niepełnosprawnych,
- siłownia wewnątrz budynku,
- salka do tenisa stołowego wewnątrz budynku – 1 stół do gry.

Dodatkowe udogodnienia:
- parking dla samochodów (miejsce dla niepełnosprawnych),

- parking dla rowerów,
- maszyny vendingowe,
- oświetlenie boiska zewnętrznego,
- pochylnia dla wózków,
- toalety dla niepełnosprawnych,
- wiata rekreacyjna[1].

Budynek socjalno-administracyjny jest przystosowany dla osób niepełnosprawnych poprzez zastosowanie pochylni wjazdowej  i sanitariatu dla niepełnosprawnych.